# 一条タワー (浜松市)
一条タワー（いちじょうタワー）は、浜松市中央区板屋町・旭町にある、地上30階建てのタワーマンションである。

## 概要
静岡県内の建築物としては、浜松市のアクトタワーの213ｍ、静岡市の葵タワーの125ｍに次ぐ高さとなる地上約118ｍ、30階建ての商業・業務複合型のタワーマンション。当マンションがある浜松駅北口に位置する旭・板屋街区は戦災復興土地区画整理事業により基盤整備された土地の合理的かつ健全な高度利用と都市機能の更新を図る事を目的に1980年の再開発推進協議会の設立以来、B地区・C地区と順次整備が完了した。一方でA地区の整備は長期にわたり停滞していたが、2016年10月に再開発組合の設立が認可され、2018年1月に着工となった。
2020年のグッドデザイン賞を受賞している。

## 地震対策
当タワーの基礎と建物の間には、天然ゴム系積層ゴム支承・鉛プラグ挿入型積層ゴム支承・弾性すべり支承・減衰こまの4種類を組み合わせて作られた免震装置があり、建物へ伝わる揺れを抑制し、建物の破損・変形や家具や照明器具の転倒・落下といった被害を防止している。さらに、地盤支持層に最長約37ｍ、各底部で最大4.5ｍの杭径をもつ基礎杭を34本打ち込むことで安全性を高めている。
また、タワーの5～26階には壁型摩擦ダンパーと呼ばれる、摩擦材の摩擦抵抗力を利用した装置によって地震エネルギーを吸収し、強風や小規模な地震による揺れも軽減する制振装置も設置されている。
また、非常時にも電気や飲料水を供給できるよう、非常用自家発電装置や住宅用受水槽が設置されており、飲料水は一世帯当たり約360 Lの水を確保している。

## デザイン
建物の外観は、浜松の伝統である遠州紬と凧揚げがモチーフになっている。
建物は、既設建物との見合いを回避し、駅前景観への配慮を踏まえ周辺建物に対し45°振って配棟している。それにより四隅にできたスペースには、街角広場や地域防災スペースなどが作られた。広場には植栽を施す事で既設のタワーと建物間のビル風を緩和している。

## 設備

### 共用施設
1階のエントランスの先に、「オーナーズ・ラウンジ」がある。オーナーズ・ラウンジは、側面がガラスになっており、そこから日光が入り明るくなるようになっている。さらに、木調の壁面と空間を区切る格子の効果によって落ち着きを感じやすくなっている。ラウンジには「コンシェルジュカウンター」があり、コンシェルジュが来客者の応対をするほか、宅配物の発送サービスやタクシー配車、メッセージ預かり、来客用の布団貸出し、ベビーシッター紹介などを行なっている。
2層吹き抜けでクッキングスペース設置の「パーティー＆キッズルーム」や、洋と和2種類の部屋がある「ゲストルーム」など来客用の部屋も設置されている。また、25階には「スカイラウンジ」が設けられている。スカイラウンジからは浜松の市街地が見え、晴れた日には富士山を見ることができる。その他にも2層吹き抜けで青山ブックセンターが選んだ本が置かれている「ライブラリーラウンジ」という読書コーナーや、パーテーションで１人ずつ区切られたブースとソファーが設けられた「スタディコーナー」や大人数でのミーティングが可能な「セミナールーム」などの施設が設置されている。

### 住戸
当タワーの住戸は建築部材を通常のものよりも巨大化したため天井高が2.7 mほどあり、さらに「ボイドスラブ工法」を用いることで天井に小梁の突出が少なくなり、空間の広がりを感じやすくなっている。天井高が高くなった分暖房が効きにくくなるのを防ぐため、住戸の玄関と浴室を除いたすべての部分に床暖房が設置されている。
各住戸には、室外機置場などの設備スペースを除きバルコニーがなく、その分生活空間が広がっている。バルコニーがない分の換気は、24時間給排気を機械動力で行う「第1種換気」と室外の空気を直接取り入れず、室内の空気と熱交換する「熱交換換気ユニットシステム」で行っている。また、バルコニーがない分浴室に洗濯物が干せるようにパイプを設置している。さらに「浴室暖房換気乾燥機」を設置し洗濯物を乾かすことができるようにし、湿気を抑えてカビなどの発生を抑制している。

## アクセス
JR東海
東海道新幹線・東海道本線浜松駅 徒歩4分
遠州鉄道
新浜松駅 徒歩5分
第一通り駅 徒歩3分